# Langage de formatage de texte
Les langages de formatage de texte permettent la manipulation automatisée d'un texte, et en particulier sa conversion en différents formats.
Les textes ainsi formatés peuvent être aussi bien interprétés que compilés, selon les langages : un texte écrit en roff est souvent interprété, un texte écrit en LaTeX est généralement compilé.
La cible de la manipulation de ces textes peut être de deux ordres :
- des périphériques, par exemple l'écran pour afficher, sous UNIX, les pages de manuel écrites en roff, ou l'imprimante pour imprimer des fichiers PostScript ;
- d'autres langages, par exemple du DVI ou du HTML à partir de LaTeX, etc.

## Langages de formatage de texte
- HTML
- XML
- LaTeX
- roff
- Markdown
- ReStructuredText
- YODL
- Rich Text Format
- Rich Text Format Directory